# Алессандро, Виктор Николас
Виктор Николас Алессандро (англ. Victor Nicholas Alessandro; 27 ноября 1915[…] — 27 ноября 1976[…]) — американский дирижёр. Сын дирижёра Виктора Алессандро-старшего (1881—1971).
Учился у своего отца игре на трубе. С 1932 г. учился в Истменовской школе у Говарда Хансона, затем в римской Академии Санта-Чечилия у Ильдебрандо Пиццетти. В 1938 г. он возглавил полулюбительский Симфонический оркестр Оклахома-сити, на протяжении ряда лет выведя его на достойный профессиональный уровень. В 1950—1976 гг. Алессандро руководил Симфоническим оркестром Сан-Антонио. Наиболее удачными интерпретациями Алессандро считались произведения Чайковского, Брамса, Рихарда Штрауса, он также много работал с операми — по большей части, Верди и Пуччини. В 1956 г. удостоен Премии Дитсона за вклад дирижёра в музыкальную жизнь США.